# العلاقات الفلبينية الباربادوسية
العلاقات الفلبينية الباربادوسية هي العلاقات الثنائية التي تجمع بين الفلبين وباربادوس.

## مقارنة بين البلدين
هذه مقارنة عامة ومرجعية للدولتين:
| وجه المقارنة                                              | الفلبين                       | باربادوس       |
| --------------------------------------------------------- | ----------------------------- | -------------- |
| المساحة (كم2)                                             | 343.45 ألف                    | 439            |
| عدد السكان (نسمة)                                         | 104.92 مليون                  | 285.72 ألف     |
| الكثافة السكانية (ن./كم²)                                 | 305.49                        | 65.08 ألف      |
| العاصمة                                                   | مانيلا                        | بريدج تاون     |
| اللغة الرسمية                                             | اللغة الفلبينية، لغة إنجليزية | لغة إنجليزية   |
| العملة                                                    | بيسو فلبيني                   | دولار بربادوسي |
| الناتج المحلي الإجمالي (بليون دولار)                      | 313.60 مليار                  | 4.80 مليار     |
| الناتج المحلي الإجمالي (تعادل القوة الشرائية) بليون دولار | 743.90 مليار                  | 4.66 مليار     |
| الناتج المحلي الإجمالي الاسمي للفرد دولار أمريكي          | 2.90 ألف                      | 15.43 ألف      |
| الناتج المحلي الإجمالي للفرد دولار أمريكي                 | 7.39 ألف                      | 16.06 ألف      |
| مؤشر التنمية البشرية                                      | 0.668                         | 0.795          |
| رمز المكالمات الدولي                                      | +63                           | +1246          |
| رمز الإنترنت                                              | .ph                           | .bb            |
| المنطقة الزمنية                                           | توقيت الفلبين                 | 00             |

## منظمات دولية مشتركة
يشترك البلدان في عضوية مجموعة من المنظمات الدولية، منها:
| علم المنظمة | اسم المنظمة                               | تاريخ انضمام الفلبين | تاريخ انضمام باربادوس |
| ----------- | ----------------------------------------- | -------------------- | --------------------- |
|             | مؤسسة التنمية الدولية                     | 28 أكتوبر 1960       | 29 سبتمبر 1999        |
|             | يونسكو                                    | 21 نوفمبر 1946       | 24 أكتوبر 1968        |
|             | وكالة ضمان الاستثمار متعدد الأطراف        | 8 فبراير 1994        | 12 أبريل 1988         |
|             | الأمم المتحدة                             | 24 أكتوبر 1945       | 9 ديسمبر 1966         |
|             | الاتحاد البريدي العالمي                   | ?                    | ?                     |
|             | البنك الدولي للإنشاء والتعمير             | 27 ديسمبر 1945       | 12 سبتمبر 1974        |
|             | الاتحاد الدولي للاتصالات                  | 25 مايو 1912         | 16 أغسطس 1967         |
|             | منظمة حظر الأسلحة الكيميائية              | ?                    | ?                     |
|             | مؤسسة التمويل الدولية                     | 12 أغسطس 1957        | 25 يونيو 1980         |
|             | المركز الدولي لتسوية المنازعات الاستشارية | 17 ديسمبر 1978       | 1 ديسمبر 1983         |
|             | منظمة التجارة العالمية                    | 1995                 | ?                     |
|             | منظمة الشرطة الجنائية الدولية             | ?                    | ?                     |

## وصلات خارجية
- موقع وزارة الخارجية الفلبينية
- موقع وزارة الخارجية الباربادوسية